# Hopârta (Alba)
Hopârta (allemand : Meerport; hongrois : Háporton) est une commune située dans le județ d'Alba en Roumanie. 

## Géographie
Elle est composée de cinq villages: Hopârta, Silivaș (Mikószilvás), Șpălnaca (Ispánlaka), Turdaș (Oláhtordos) et Vama Seacă (Szárazvámtanya).

## Démographie
La population est de 1 152 habitants en 2011.
Lors de ce recensement de 2011, 77,25 % de la population se déclare roumaine et 17,01 % rome.

## Politique
| Parti | Parti                           | Sièges |
| ----- | ------------------------------- | ------ |
|       | Parti national libéral (PNL)    | 7      |
|       | Parti social-démocrate (PSD)    | 1      |
|       | Parti Mouvement populaire (PMP) | 1      |